# Grant County (Oregon)
Grant County ist ein County im Bundesstaat Oregon der Vereinigten Staaten von Amerika. Das U.S. Census Bureau hat bei der Volkszählung 2020 eine Einwohnerzahl von 7.233 ermittelt. Der Verwaltungssitz (County Seat) ist Canyon City.

## Geographie
Das County liegt im mittleren Nordosten von Oregon, ist im Norden etwa 400 km von Washington, im Osten etwa 350 km von Idaho entfernt und hat eine Fläche von 11.731 Quadratkilometern, wovon 2 Quadratkilometer Wasserfläche sind. Es grenzt im Uhrzeigersinn an folgende Countys: Malheur County, Harney County, Crook County, Wheeler County, Morrow County, Umatilla County, Union County und Baker County.
Im Grant County liegen mehrere Naturschutzgebiete unter Verwaltung des Bundes. Am John Day River liegt ein Teil des John Day Fossil Beds National Monuments und es gibt drei Wilderness Areas: North Fork John Day Wilderness, Strawberry Mountain Wilderness und ein Teil der Black Canyon Wilderness (sie setzt sich im Wheeler County fort).
Große Teile des Countys bestehen aus Waldgebieten im Bundesbesitz: Bis auf die besiedelten Täler sind die Berg- und Hügelketten des Südens, Ostens und des Zentrums des Countys Teil des Malheur National Forests, im Norden ragen Teile des Umatilla National Forests ins County.

## Geschichte
Grant County wurde am 14. Oktober 1864 aus Teilen des Wasco County und des Umatilla County gebildet. Benannt wurde es nach Ulysses S. Grant, dem 18. Präsidenten der Vereinigten Staaten und Oberbefehlshaber der Unionsarmeen im Amerikanischen Bürgerkrieg.
Nach den ersten Goldfunden im Jahr 1862 bei Whiskey Flat stieg die Einwohnerzahl innerhalb von 10 Tagen auf über 1000 Goldsucher an, die entlang des Canyon Creek siedelten. Canyon City galt zu dieser Zeit als die größte Stadt in Oregon.
Im County liegt eine National Historic Landmark, das Kam Wah Chung & Co. Museum. Zehn Bauwerke und Stätten des Countys sind im National Register of Historic Places (NRHP) eingetragen (Stand 9. Juni 2018).

## Demografische Daten

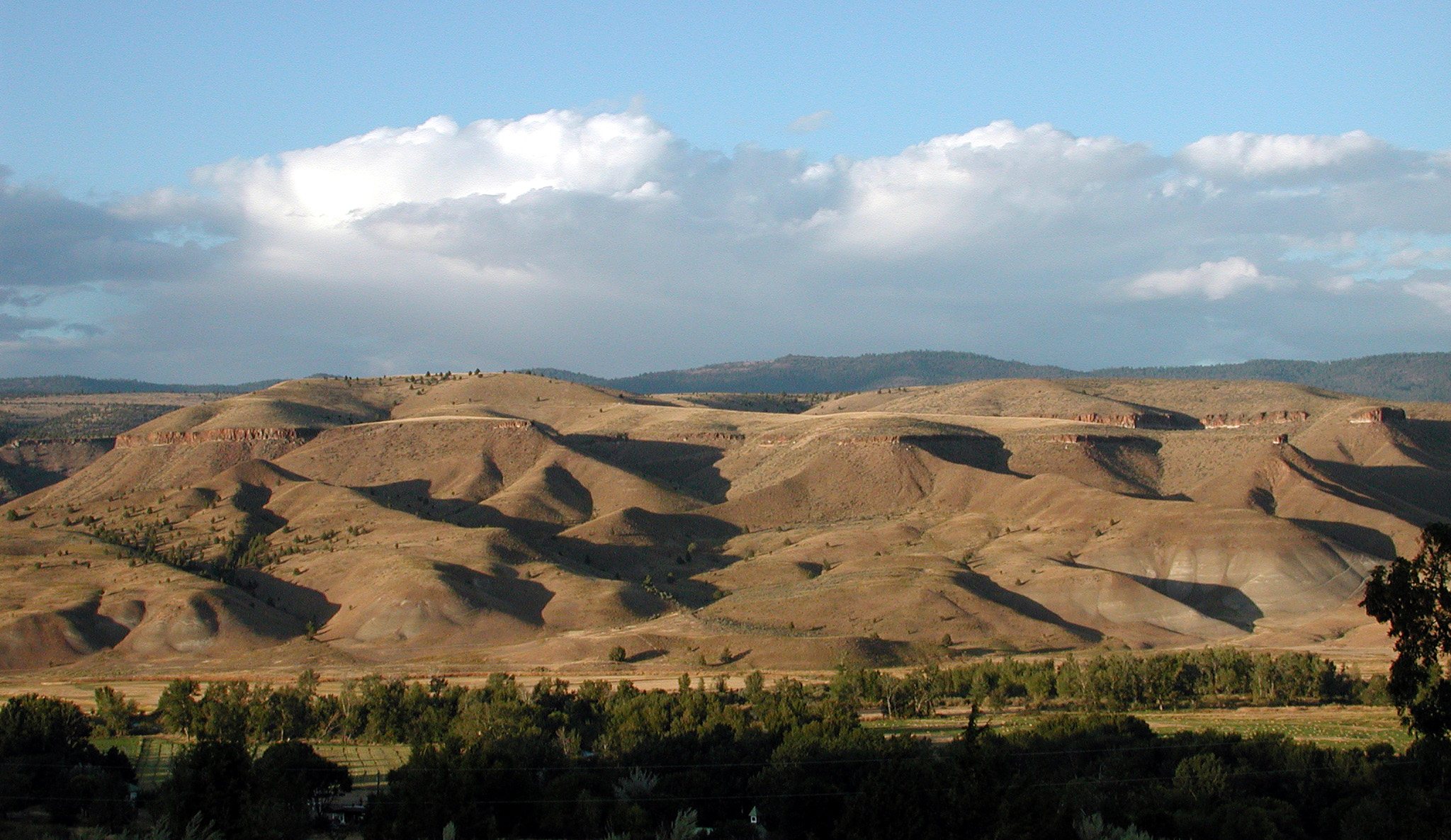
Dayville Ridge

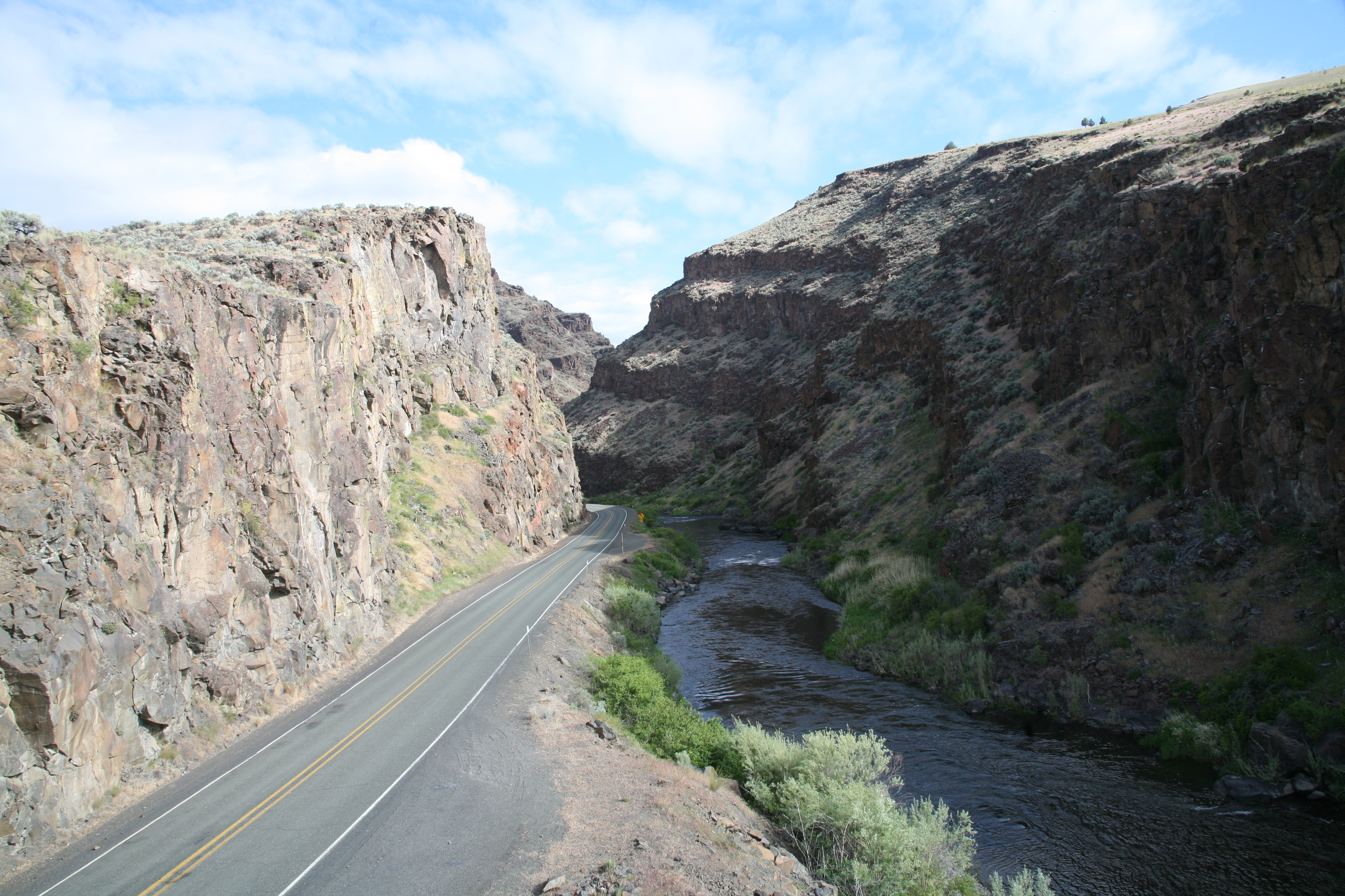
Der John Day River am U.S. Highway 26

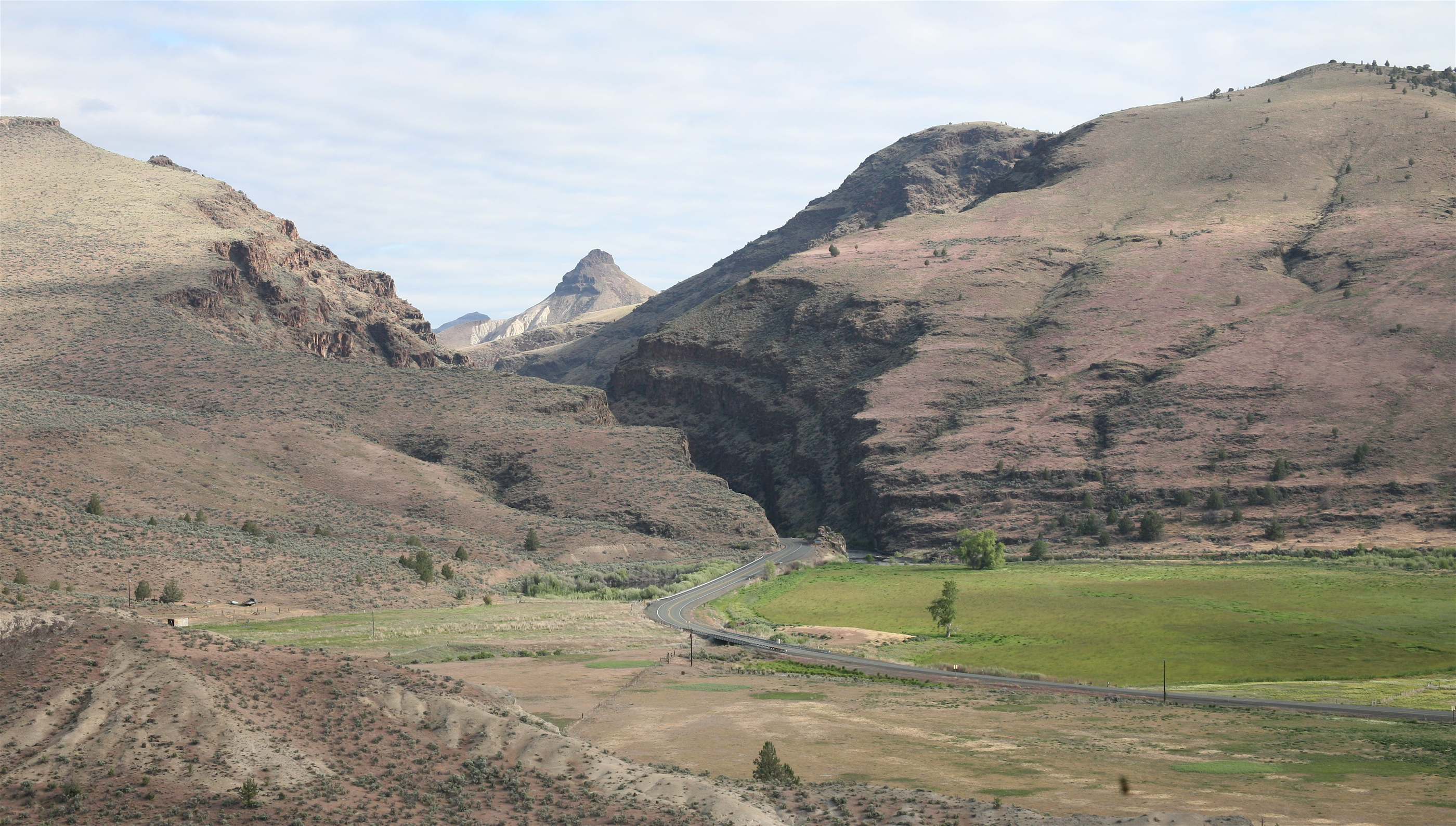
Eingang zur Picture Gorge

Nach der Volkszählung im Jahr 2000 lebten im Grant County 7935 Menschen. Davon wohnten 172 Personen in Sammelunterkünften, die anderen Einwohner lebten in 3246 Haushalten und 2233 Familien. Die Bevölkerungsdichte betrug 1 Einwohner pro Quadratkilometer. Ethnisch betrachtet setzte sich die Bevölkerung zusammen aus 95,69 Prozent Weißen, 0,10 Prozent Afroamerikanern, 1,60 Prozent amerikanischen Ureinwohnern, 0,19 Prozent Asiaten, 0,04 Prozent Bewohnern aus dem pazifischen Inselraum und 0,68 Prozent aus anderen ethnischen Gruppen; 1,70 Prozent waren gemischter Abstammung. 2,05 Prozent der Bevölkerung waren spanischer oder lateinamerikanischer Abstammung.
Von den 3246 Haushalten hatten 30,1 Prozent Kinder und Jugendliche unter 18 Jahre, die bei ihnen lebten. 57,9 Prozent waren verheiratete, zusammenlebende Paare, 7,9 Prozent waren allein erziehende Mütter, 31,2 Prozent waren keine Familien, 27,1 Prozent waren Singlehaushalte und in 10,9 Prozent lebten Menschen im Alter von 65 Jahren oder darüber. Die Durchschnittshaushaltsgröße betrug 2,39 und die durchschnittliche Familiengröße lag bei 3,89 Personen.
Auf das gesamte County bezogen setzte sich die Bevölkerung zusammen aus 25,8 Prozent Einwohnern unter 18 Jahren, 5,6 Prozent zwischen 18 und 24 Jahren, 24,0 Prozent zwischen 25 und 44 Jahren, 27,9 Prozent zwischen 45 und 64 Jahren und 16,8 Prozent waren 65 Jahre alt oder darüber. Das Durchschnittsalter betrug 42 Jahre. Auf 100 weibliche Personen kamen 99,3 männliche Personen. Auf 100 Frauen im Alter von 18 Jahren oder darüber kamen statistisch 97,1 Männer.
Das jährliche Durchschnittseinkommen eines Haushalts betrug 32.560 US-Dollar, das Durchschnittseinkommen der Familien betrug 37.159 US-Dollar. Männer hatten ein Durchschnittseinkommen von 31.834 US-Dollar, Frauen 22.253 US-Dollar. Das Prokopfeinkommen betrug 16.794 US-Dollar. 13,7 Prozent der Bevölkerung und 11,2 Prozent der Familien lebten unterhalb der Armutsgrenze. Darunter waren 16,6 Prozent der Kinder und Jugendlichen unter 18 Jahren und 10,2 Prozent der Menschen über 65 Jahre.

## Städte
- Canyon City
- Dayville
- Granite
- John Day
- Long Creek
- Monument
- Mount Vernon
- Prairie City
- Seneca